# Ceratophrys joazeirensis
Espèce
Statut de conservation UICN

 DD  : Données insuffisantes
Ceratophrys joazeirensis est une espèce d'amphibiens de la famille des Ceratophryidae.

## Répartition
Cette espèce est endémique du Nord-Est du Brésil. Elle se rencontre à environ 200 m d'altitude dans la Caatinga : 
- à Juazeiro, dans la partie nord de l'État de Bahia ;
- à Triunfo, dans le Pernambouc ;
- à Araruna, dans l'État de Paraíba ;
- à Santa Maria, dans l'État de Rio Grande do Norte.

## Étymologie
Son nom d'espèce, composé de joazeir[o] et du suffixe latin -ensis, « qui vit dans, qui habite », lui a été donné en référence au lieu de sa découverte, Juazeiro.

## Publication originale
- Mercadal de Barrio, 1986 : Ceratophrys joazeirensis sp. n. (Ceratophryidae, Anura) del noreste de Brasil. Amphibia-Reptilia, vol. 7, no 4, p. 313-334.